# Паухова, Татьяна Олеговна
Татья́на Оле́говна Па́ухова (род. 28 мая 1948, Кисловодск, Ставропольский край) — российский медиаменеджер, телепродюсер, режиссёр, телеведущая, общественный деятель. Заместитель генерального директора холдинга ФГУП «Всероссийская государственная телевизионная и радиовещательная компания» (ВГТРК) (с 2009 года), директор (2006—2009) и главный редактор (1998—2009) телеканала «Культура». Член Академии Российского телевидения (с 2001 года). Заслуженный деятель искусств Российской Федерации (2001). Лауреат Государственной премии Российской Федерации (2000).

## Биография
Родилась 28 мая 1948 года в Кисловодске Ставропольского края. По линии бабушки принадлежит к дворянской семье Алексеевых.
В 1968 году окончила курсы творческих работников телевидения.
В 1972 году окончила кафедру телевидения и радиовещания факультета журналистики Московского государственного университета им. М. В. Ломоносова (МГУ).
Прошла обучение на Высших курсах сценаристов и режиссёров.

## Профессиональная деятельность
С 1968 по 1991 год — сотрудник Главной редакции литературно-драматических программ Центрального телевидения СССР (ЦТ СССР).
С 1968 по 1970 год — телевизионный режиссёр IV программы.
С 1970 по 1978 год — ассистент, затем — режиссёр и редактор отдела фондовых театральных спектаклей.
С сентября 1978 по март 1991 года — в отделе развлекательных и юмористических передач, являлась автором сценария и редактором программы «Вокруг смеха». Входила в руководство (созданного в результате структурных преобразований) отдела художественных и развлекательных программ.
С 1991 года — сотрудник Всероссийской государственной телевизионной и радиовещательной компании (ВГТРК).
С апреля 1991 по октябрь 1997 года — поочерёдно занимала должности руководителя художественно-постановочного отдела музыкально-развлекательного творческо-производственного объединения «Артель», затем — шеф-редактора и продюсера экспериментальной мастерской «Артель». С 1994 года — автор сценария, режиссёр и ведущая программ «Богема» и «В поисках жанра».
С ноября 1997 по 9 июля 1998 года — первый заместитель главного редактора общероссийского государственного телевизионного канала «Культура» по творческим вопросам.
С 10 июля 1998 по 16 января 2006 года — главный редактор общероссийского государственного телевизионного канала «Культура».
С 17 января 2006 по 18 ноября 2009 года — директор и главный редактор общероссийского государственного телеканала «Культура».
С 19 ноября 2009 года — заместитель генерального директора ВГТРК, возглавляет (в должности директора) Департамент международных музыкальных и культурных проектов ВГТРК.

## Общественная деятельность
Член Комиссии Российской Федерации по делам ЮНЕСКО (с 2009 года), член президиума Союза журналистов Москвы (с 2013 года), входила в Совет при Президенте Российской Федерации по культуре и искусству (с 1999 по 2001 год).
Член Литературной академии — жюри российской национальной литературной премии «Большая книга».

## Награды и звания
- Орден «За заслуги перед Отечеством» IV степени (7 февраля 2008 года) — за большой вклад в развитие отечественного телерадиовещания и многолетнюю плодотворную деятельность[15].
- Орден «За заслуги в культуре и искусстве» (21 декабря 2023 года) — за вклад в развитие отечественной культуры и искусства, многолетнюю плодотворную творческую деятельность[16].
- Орден Почёта (5 апреля 2013 года) — за большие заслуги в развитии отечественного телерадиовещания, культуры и многолетнюю плодотворную работу[11].
- Орден Дружбы (8 мая 1996 года) — за активное участие в создании и становлении Всероссийской государственной телевизионной и радиовещательной компании[7].
- Заслуженный деятель искусств Российской Федерации» (14 мая 2001 года) — за большой вклад в развитие российского телевидения и радиовещания[17].
- Юбилейный знак республики Саха «375 лет вхождения Якутии в состав Российского государства» (25 декабря 2007 года)[18].
- Почётный знак «За реальный вклад в „Диалог культур“» Евразийского форума молодых журналистов (16 октября 2009 года)[19].

## Премии
- Государственная премия Российской Федерации в области литературы и искусства 1999 года (9 июня 2000 года) — за развитие художественного направления отечественного телевидения, создание общероссийского государственного телеканала «Культура»[20].
- Общественная премия профессионального признания «Лучшие перья России» (1999 год).
- Премия Федерации еврейских общин России (ФЕОР) «Человек года — 5764» в номинации «Телевидение» (24 октября 2004 года) — за цикл передач «Кто мы? Еврейский вопрос — русский ответ»[21].
- Российская национальная премия «Телегранд-2005» (27 марта 2006 года) — за большой вклад в развитие некоммерческого вещания и отражение достижений отечественной культуры на телевидении[22].
- Премия «Золотое перо России» — 2006 (9 февраля 2007 года)[23].
- Почётный диплом Номинационного совета Высшей театральной премии Санкт-Петербурга «Золотой софит» (15 октября 2007 года) — за информационное освещение премии[24].
- Высшая театральная премия Санкт-Петербурга «Золотой софит» (27 октября 2008 года) — за поддержку театрального искусства Петербурга и Ленинградской области[25].